# Elymnias nysa
Elymnias nysa är en fjärilsart som beskrevs av Hans Fruhstorfer 1907. Elymnias nysa ingår i släktet Elymnias och familjen praktfjärilar. Inga underarter finns listade i Catalogue of Life.